# Il linguaggio della resa
Il linguaggio della resa è l'album di debutto del cantante pop italiano Tony Maiello, pubblicato il 19 febbraio 2010 dall'etichetta discografica Non ho l'età.

## Descrizione
Contiene le canzoni presenti nell'EP Ama calma, pubblicato l'anno precedente, e alcuni inediti, tra cui la canzone Il linguaggio della resa, che ha dato il titolo al disco e ha vinto la sezione "Nuova generazione" del Festival di Sanremo 2010.

## Tracce
1. Il linguaggio della resa
2. Fidati di me
3. Ti odio amore
4. Come gli altri
5. Ora vola
6. Echo
7. Tu sei l'infinito
8. Sono un sognatore
9. Senza te
10. Buonanotte

## Formazione
- Tony Maiello - voce, cori
- Fio Zanotti - tastiera
- Simone Bertolotti - tastiera
- Fabrizio Ferraguzzo - tastiera
- Andrea Di Cesare - viola
- Roberto Cardelli - cori
- Steve Russell - cori
- James Fauntleroy - cori

## Classifiche
| Classifica (2010) | Posizione massima |
| ----------------- | ----------------- |
| Italia            | 49                |